# Super Bowl XXI
Super Bowl XXI was de 21ste editie van de Super Bowl, de American Football-finale tussen de kampioenen van de National Football Conference en de American Football Conference van 1986. De Super Bowl werd op 25 januari 1987 gehouden in de Rose Bowl in Pasadena. De New York Giants wonnen de wedstrijd met 39–20 tegen de Denver Broncos en werden zo de kampioen van de National Football League.

## Play-offs
Play-offs gespeeld na het reguliere seizoen.
| Geplaatste teams | Geplaatste teams                    | Geplaatste teams                    | Geplaatste teams                   | Geplaatste teams                   |
| Plaats           | AFC                                 | AFC                                 | NFC                                | NFC                                |
| ---------------- | ----------------------------------- | ----------------------------------- | ---------------------------------- | ---------------------------------- |
| 1                | Cleveland Browns (Centraal-winnaar) | Cleveland Browns (Centraal-winnaar) | New York Giants (Oost-winnaar)     | New York Giants (Oost-winnaar)     |
| 2                | Denver Broncos (West-winnaar)       | Denver Broncos (West-winnaar)       | Chicago Bears (Centraal-winnaar)   | Chicago Bears (Centraal-winnaar)   |
| 3                | New England Patriots (Oost-winnaar) | New England Patriots (Oost-winnaar) | San Francisco 49ers (West-winnaar) | San Francisco 49ers (West-winnaar) |
|                  | AFC Wild Card Game                  | AFC Wild Card Game                  | NFC Wild Card Game                 | NFC Wild Card Game                 |
| 4                | New York Jets                       | 35                                  | Washington Redskins                | 19                                 |
| 5                | Kansas City Chiefs                  | 15                                  | Los Angeles Rams                   | 7                                  |

|  | Divisional Play-offs      | Divisional Play-offs       |                            |     | NFC & AFC Championships | NFC & AFC Championships |  |  | Super Bowl XXI | Super Bowl XXI |
|  |                           |                            |                            |     |                         |                         |  |  |                |                |
|  |                           |                            |                            |     |                         |                         |  |  |                |                |
|  | Giants Stadium, 4 jan.    |                            |                            |     |                         |                         |  |  |                |                |
|  |                           |                            |                            |     |                         |                         |  |  |                |                |
|  | New York Giants           | 49                         |                            |     |                         |                         |  |  |                |                |
|  | New York Giants           | 49                         | Giants Stadium, 11 jan.    |     |                         |                         |  |  |                |                |
|  | San Francisco 49ers       | 3                          |                            |     |                         |                         |  |  |                |                |
|  | San Francisco 49ers       | 3                          | New York Giants            | 17  |                         |                         |  |  |                |                |
|  | Soldier Field, 3 jan.     |                            | New York Giants            | 17  |                         |                         |  |  |                |                |
|  |                           | Washington Redskins        | 0                          |     |                         |                         |  |  |                |                |
|  | Chicago Bears             | Washington Redskins        | 0                          | 13  |                         |                         |  |  |                |                |
|  | Chicago Bears             |                            | Rose Bowl Stadium, 25 jan. | 13  |                         |                         |  |  |                |                |
|  | Washington Redskins       | 27                         |                            |     |                         |                         |  |  |                |                |
|  | Washington Redskins       | 27                         | New York Giants            | 39  |                         |                         |  |  |                |                |
|  | Cleveland Stadium, 3 jan. |                            | New York Giants            | 39  |                         |                         |  |  |                |                |
|  |                           | Denver Broncos             | 20                         |     |                         |                         |  |  |                |                |
|  | Cleveland Browns          | Denver Broncos             | 20                         | 23* |                         |                         |  |  |                |                |
|  | Cleveland Browns          | Cleveland Stadium, 11 jan. |                            | 23* |                         |                         |  |  |                |                |
|  | New York Jets             | 20                         |                            |     |                         |                         |  |  |                |                |
|  | New York Jets             | 20                         | Cleveland Browns           | 20  |                         |                         |  |  |                |                |
|  | Mile High Stadium, 4 jan. |                            | Cleveland Browns           | 20  |                         |                         |  |  |                |                |
|  |                           | Denver Broncos             | 23*                        |     |                         |                         |  |  |                |                |
|  | Denver Broncos            | Denver Broncos             | 23*                        | 22  |                         |                         |  |  |                |                |
|  | Denver Broncos            |                            |                            | 22  |                         |                         |  |  |                |                |
|  | New England Patriots      | 17                         |                            |     |                         |                         |  |  |                |                |
|  | New England Patriots      | 17                         |                            |     |                         |                         |  |  |                |                |

* Na verlenging